# Base Machu Picchu
La Base Machu Picchu es una estación de investigación científica polar establecida en la Antártida por el Estado peruano, miembro consultivo del Tratado Antártico. El propósito es la realización de estudios geográficos, geológicos, climatológicos y biológicos en esta zona. La base se ubica en la bahía Almirantazgo, ensenada McKellar de la isla Rey Jorge (o isla 25 de Mayo) que forma parte de las Shetland del Sur.

## Historia

Ubicación de la base Machu Picchu en la Isla Rey Jorge.

El Perú declara en su constitución política que es un país del hemisferio austral, vinculado a la Antártida por costas que se proyectan hacia ella, así como por factores ecológicos y antecedentes históricos. Esta vinculación con la Antártida tiene tal magnitud que se considera que cualquier variación en el frágil equilibrio del continente austral podría manifestarse en cambios en la biomasa del mar peruano. Por estas razones, el tema antártico es parte esencial de la política exterior peruana y en virtud de ello el Perú se adhirió al Tratado Antártico en 1981 y envío su primera expedición (ANTAR I) a dicho continente en 1988.
La base Macchu Picchu fue construida en el año 1989, durante la segunda expedición antártica peruana. Posee dos módulos para vivienda, uno de laboratorio, un módulo cocina-comedor, un garaje-taller, un módulo para la administración y un módulo de emergencias. También tiene un helipuerto. En noviembre de 2005, cumpliendo el Protocolo al Tratado Antártico sobre Protección del Medio Ambiente, se llevó a cabo un estudio ambiental, de modernización y de mejoramiento operativo de la base Machu Picchu, donde se proyectó la instalación de un incinerador y una máquina compactadora para los residuos sólidos generados. Esto, además de la instalación del laboratorio y de la ampliación del módulo de vivienda, se realizó en el verano de 2005-2006.
La construcción de la base y las expediciones ANTAR, le permitieron a Perú acceder a la categoría de miembro consultivo del Tratado Antártico.

## Actividades científicas y expediciones

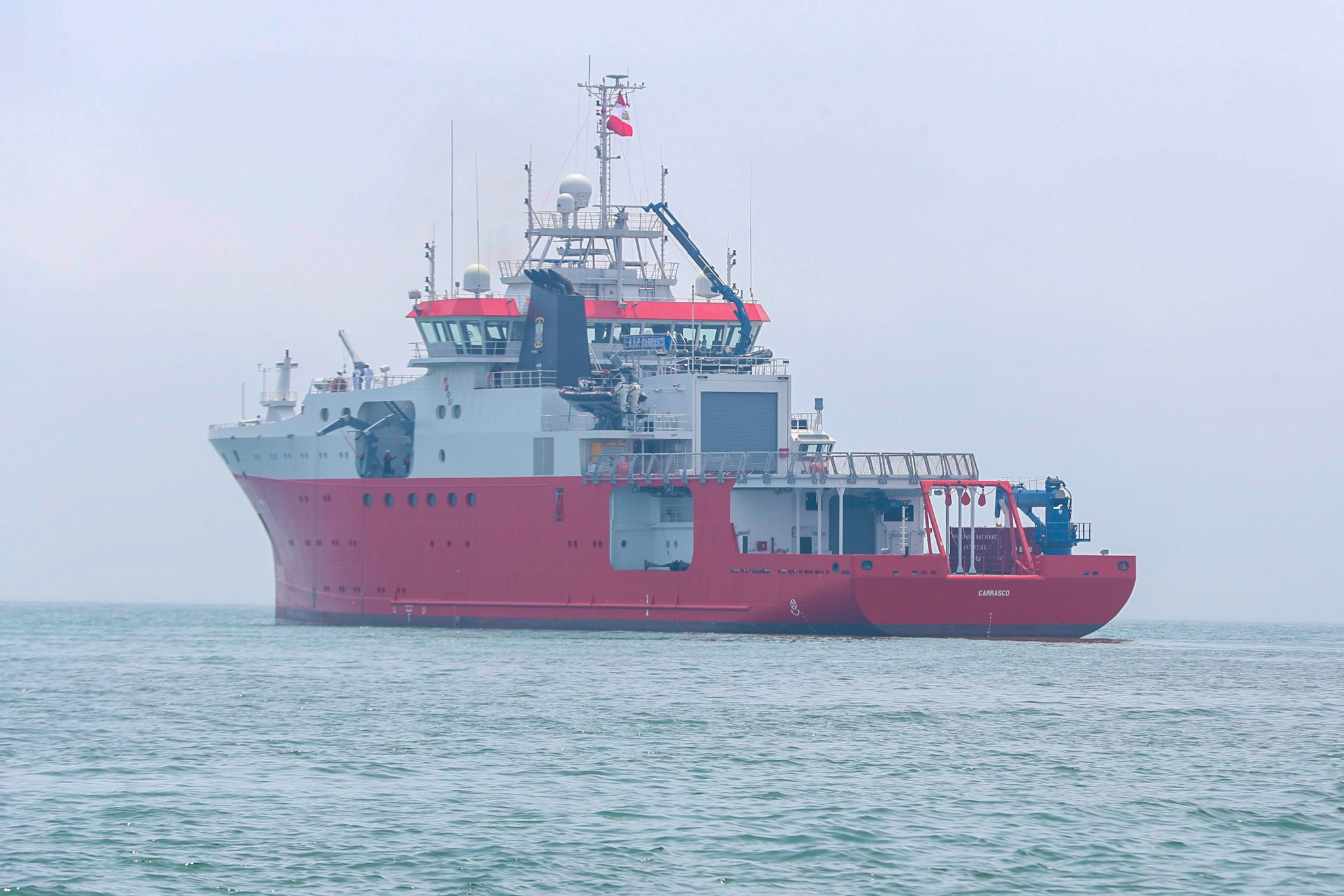
Buque oceanográfico polar BAP Carrasco, plataforma de acceso del Perú a la Antártida.

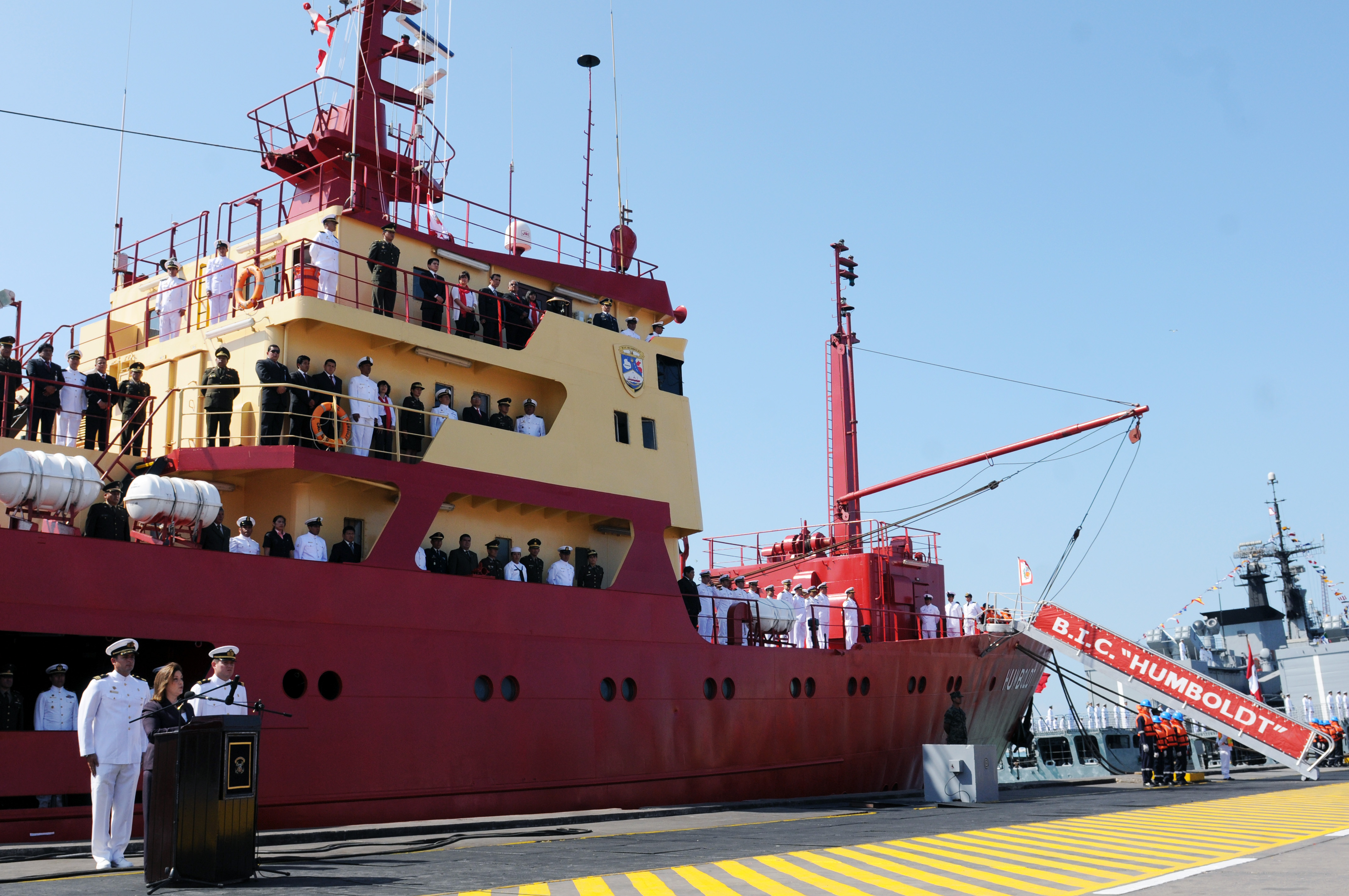
Misión Científica a la Antártida ANTAR XXII.

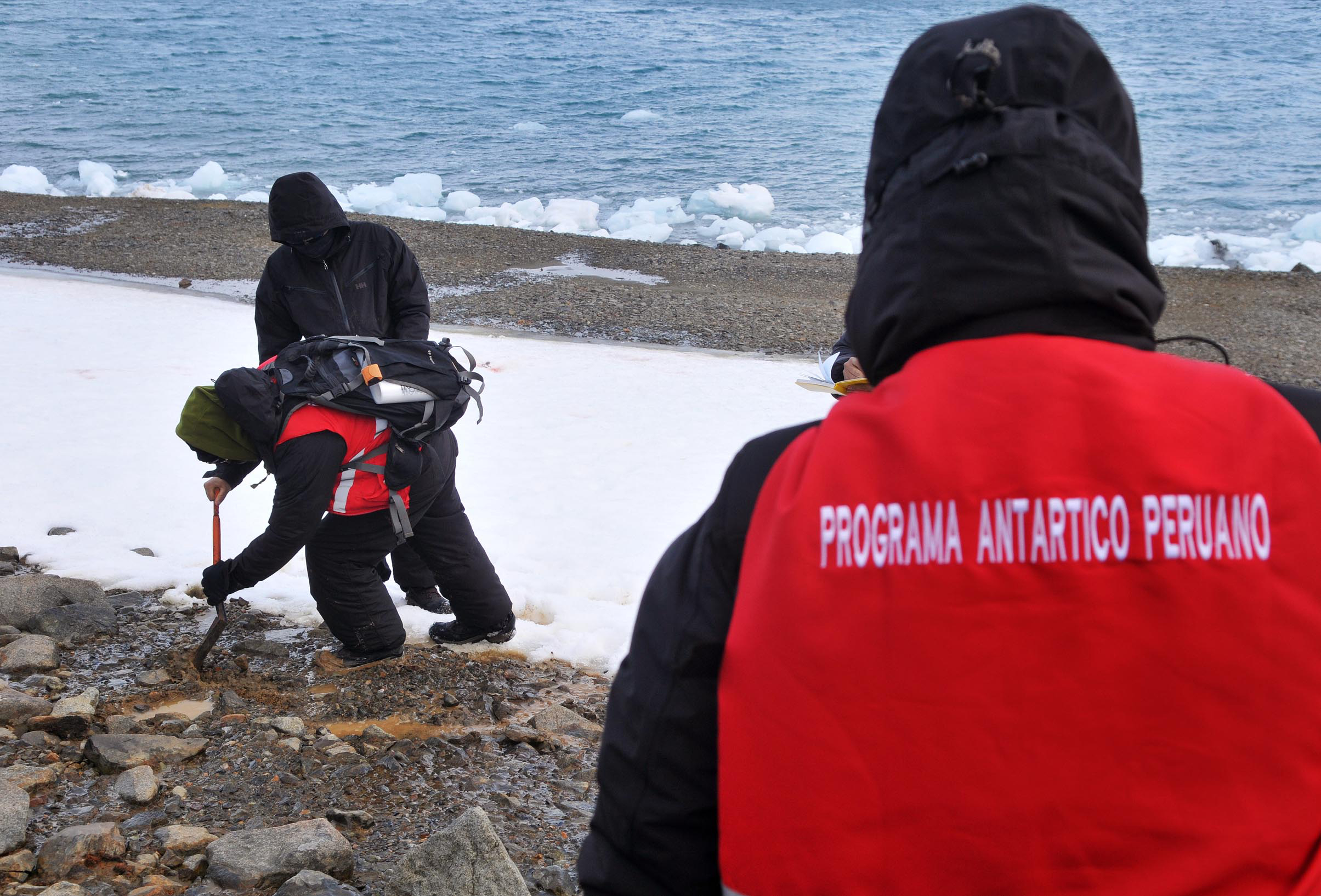
Expedicionarios peruanos en la Antártida en enero de 2015, en la Base Machu Picchu.

El Ministerio de Relaciones Exteriores por intermedio del Instituto Antártico Peruano y las Fuerzas Armadas, son los entes encargados de formular, coordinar, conducir y supervisar en forma integral la política nacional antártica, en cuyo marco se realizan todas las actividades que las entidades de los sectores público y privado realicen en la Antártida. El Perú realiza anualmente expediciones científicas a ese continente desde 1988. 
El mantenimiento y operación de la Base Machu Picchu es de responsabilidad del Ejército del Perú y se realiza con la colaboración multisectorial de las fuerzas armadas y entidades gubernamentales del Perú que participan anualmente en las expediciones ANTAR. El transporte de personal a cargo de la base lo realizó desde 1988 el buque de investigación científica BIC Humboldt del Instituto del Mar del Perú y la Fuerza Aérea del Perú. A partir de la expedición ANTAR XXV que se llevó a cabo el año 2017 el Humboldt fue reemplazado por el BAP Carrasco, buque oceanográfico con capacidades polares adquirido por el Perú específicamente para esta finalidad.
La última misión científica enviada ha sido el ANTAR XXVII la cual partió en diciembre del 2019 y regreso el 25 de marzo del 2020, el grupo estaba conformada por 97 investigadores, entre peruanos y extranjeros, que desarrollarán hasta 33 proyectos científicos de diversas disciplinas como biología marina, meteorología, aeronáutica y navegación, así como personal del Instituto del Mar de Perú y personal de las Fuerzas Armadas.
En la Antártida varios países realizan investigaciones con fines pacíficos, como el estudio de su pasado geológico, el potencial de sus riquezas marinas, la fuerza de sus ventiscas, la contaminación y la adaptación de su fauna al rigor del gélido ambiente. 
En esta base, el Perú desarrolla diversos proyectos científicos como las investigaciones sobre el kril y sus posibilidades como alternativa para la alimentación humana, proyectos geológicos, biológicos, hidrográficos y geofísicos, en el marco del Tratado Antártico. En 1993 se instaló en un área adyacente a la base un radar para medir los vientos en las capas más altas de la atmósfera. Esto proporciona información sobre el deterioro de la capa de ozono. 
Por ser un continente de invalorable importancia estratégica, ecológica y económica, el Perú tiene interés en que permanezca como una zona de paz, desmilitarizada y desnuclearizada y que se preserve su ambiente por su relación con el clima peruano. Sus frías aguas son fundamentales para el Perú, ya que allí se origina la corriente de Humboldt.